# (31400) Dakshdua
(31400) Dakshdua est un astéroïde de la ceinture principale.

## Description
(31400) Dakshdua est un astéroïde de la ceinture principale. Il fut découvert le 16 décembre 1998 à Socorro (Nouveau-Mexique) par le projet LINEAR. Il présente une orbite caractérisée par un demi-grand axe de 2,28 UA, une excentricité de 0,10 et une inclinaison de 3,2° par rapport à l'écliptique.